# Les Arenes (Barcelona)

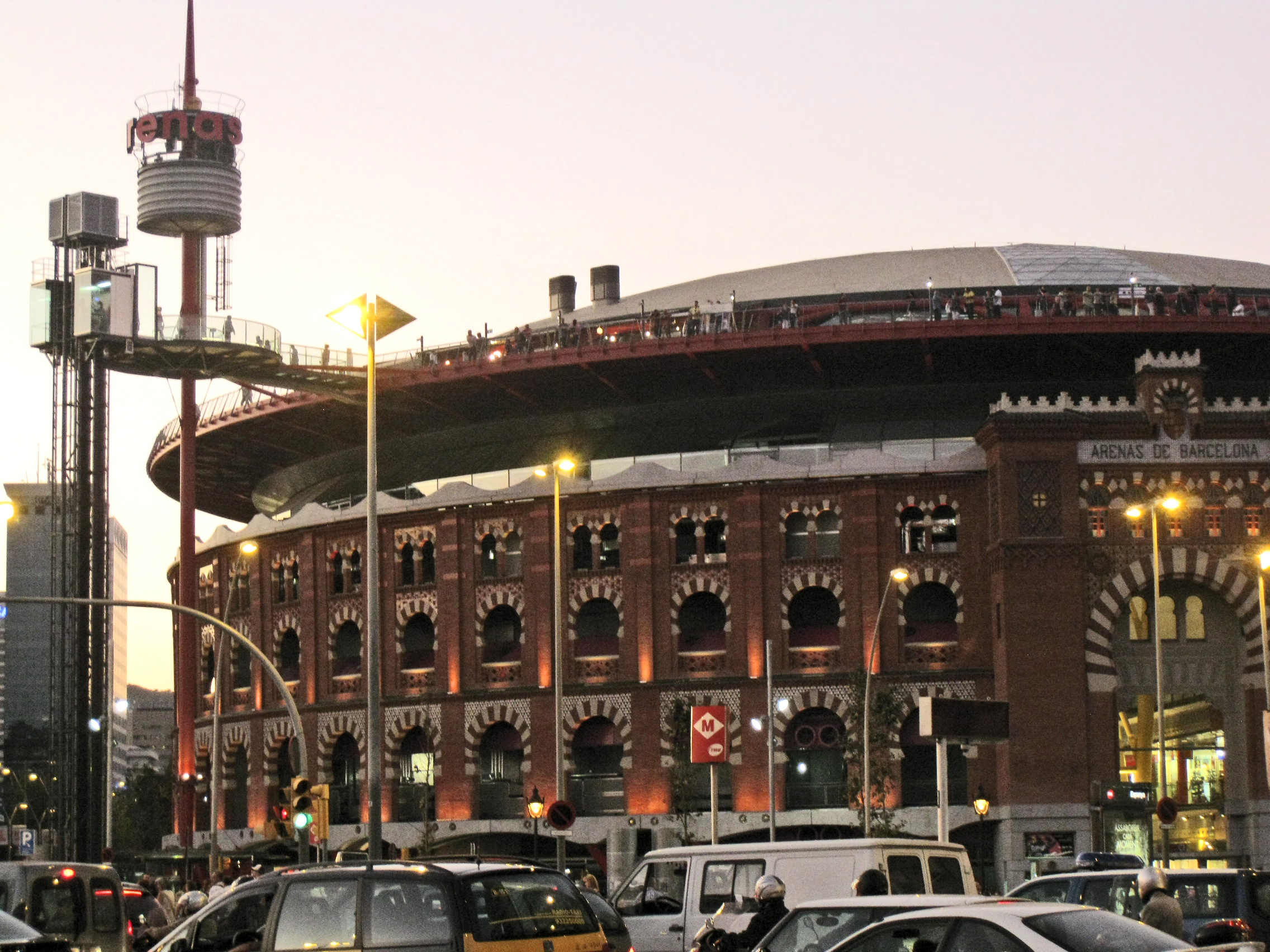
Winkelcentrum Les Arenes

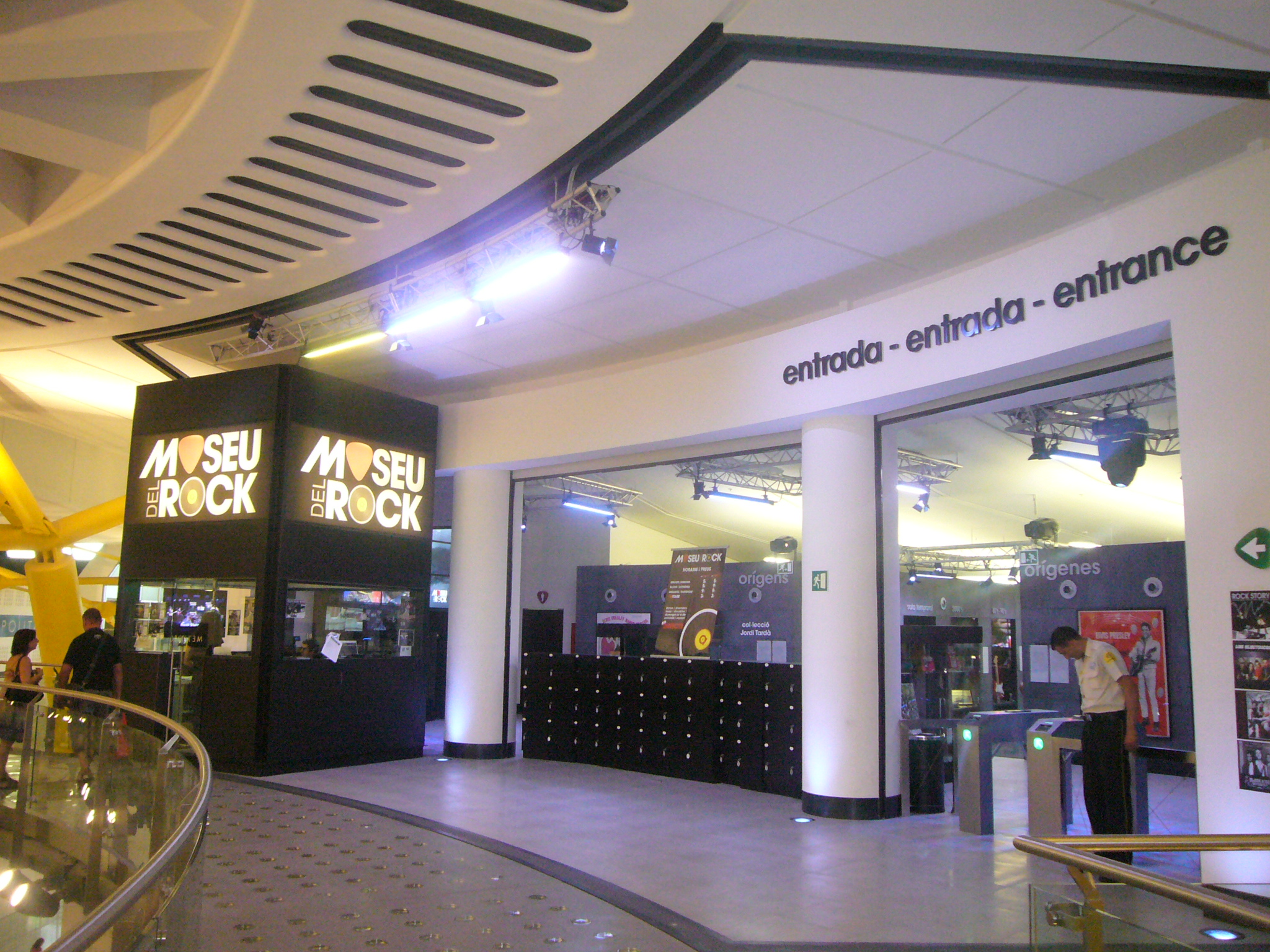
Ingang van het rockmuseum

Les Arenes is een voormalige arena voor stierenvechten, tegenwoordig een winkelcentrum in de Spaanse stad Barcelona. Het gebouw beslaat een volledig huizenblok in de wijk Eixample, aan Plaça d'Espanya en Gran Via de les Corts Catalanes.

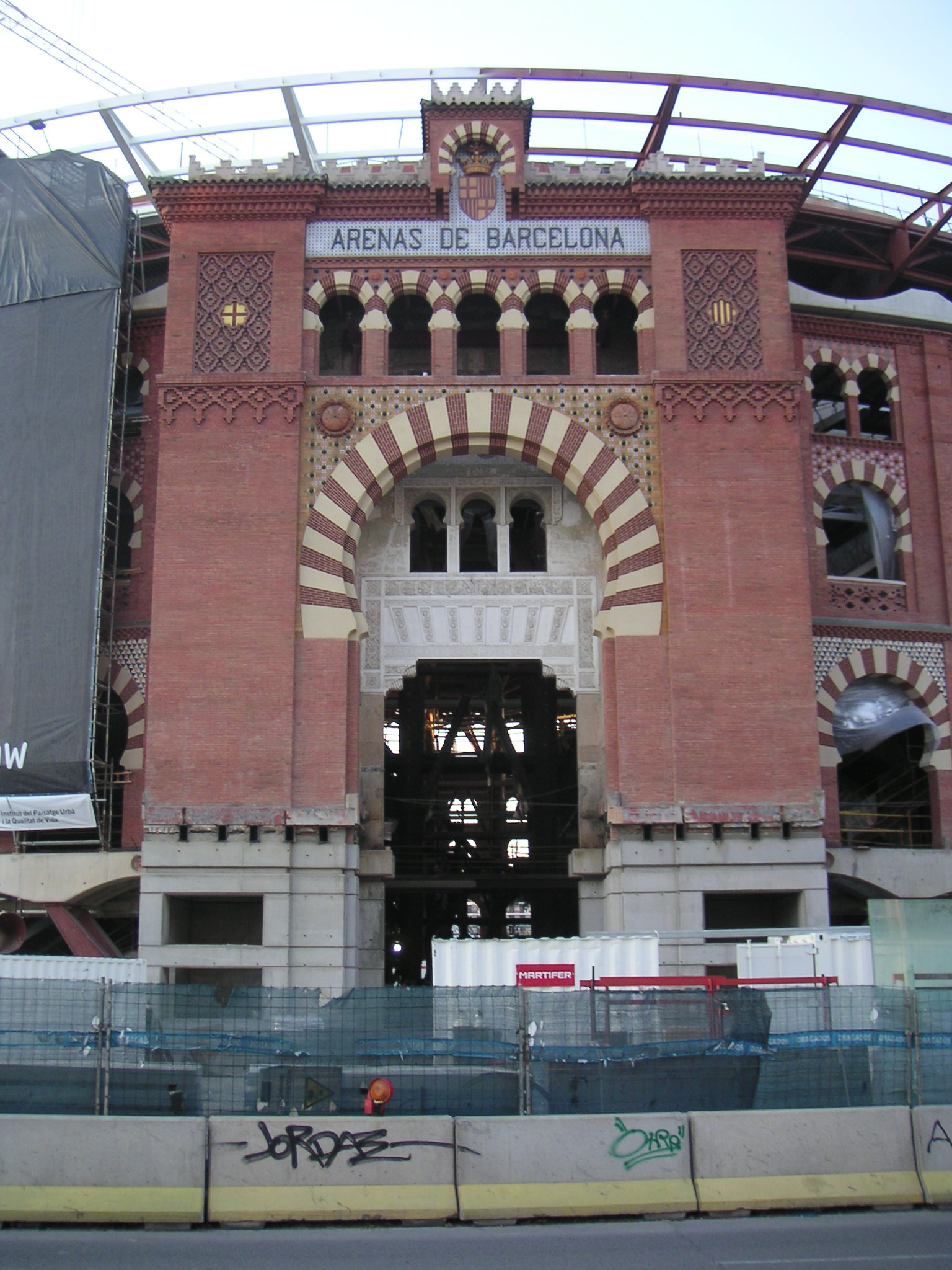
Een ingang van de Arenes tijdens de verbouwing

Les Arenes is een van de drie stierenarenas die Barcelona rijk is geweest. De anderen zijn La Monumental, die het langst in gebruik is geweest (voor het laatst in 2011), en de El Torín, in de wijk La Barceloneta, in gebruik tot 1923 en afgebroken in 1946. Les Arenes zijn ontworpen door architect August Font i Carreras in neo-Moorse neomudéjar-stijl. Ze zijn op 29 juni 1900 geopend, en zouden in bedrijf blijven tot 19 juni 1977. Sinds de sluiting zijn er meerdere projecten geweest voor de plaats waar de arenas staan, maar eind jaren 80 van de 20e eeuw heeft het complex een beschermde status gekregen en mag dus niet gesloopt worden.
In 1999 koopt de Sacresa groep Les Arenes om er een vrije tijdscomplex van te maken en wordt er begonnen aan een verbouwing naar ontwerp van architect Richard Rogers. De verbouwing heeft in 2010 een aantal maanden stilgelegen, maar werd in 2011 afgerond. Voor de verbouwing is de gehele ring een paar meter omhooggetild en is er een geheel nieuw binnenwerk gebouwd. Het complex huisvest tegenwoordig een winkelcentrum, een rockmuseum, een panoramaterras rondom het gehele dak. Verder heeft het een directe toegang tot station Espanya van de metro van Barcelona.